# Diplazium subobtusum
Diplazium subobtusum är en majbräkenväxtart som beskrevs av Eduard Rosenstock.
Diplazium subobtusum ingår i släktet Diplazium och familjen Athyriaceae. Inga underarter finns listade i Catalogue of Life.